# Johannes Lothigius
Johannes Lothigius , född 1604 i Löts socken, död 7 augusti 1668 i Norrköping, var en svensk präst.

## Biografi
Johannes Lothigius föddes 1604 i Löts socken. Han var son till kyrkoherden Petrus Nicolai och Anna Israelsdotter. Lothigius blev 1617 samt 1628 student vid Uppsala universitet och prästvigdes 5 juli 1628. Han blev åter igen student vid Uppsala universitet i oktober 1831. Lothigius blev 29 oktober 1635 magister och 1637 hovpredikant hos änkedrottningen Maria Eleonora av Brandenburg. År 1639 blev han kyrkoherde i Kuddby församling och 18 februari 1650 kyrkoherde i S:t Laurentii församling, Söderköping. Han blev 28 februari 1659 kyrkoherde i Sankt Olofs församling, Norrköping och 1660 kontraktsprost i Norrköpings kontrakt. Lothigius blev 27 november 1666 superintendent i Karlstads stift och avsade sig befattningen samma år. Lothigius avled 7 augusti 1668 i Norrköping och begravdes i Sankt Olai kyrka av lektorn Ericus Simonius Löfgren, Linköping. Ett porträtt av Lothigius finns i kyrkans sakristia.

### Familj
Lothigius gifte sig 25 mars 1639 med Catharina Valentinsdotter Höckert (död 1663). Hon hade tidigare varit gift med kyrkoherden Ericus Prytz i Kuddby socken. Lothigius och Höckert fick tillsammans barnen Maria (1639–1647), Catharina (1642–1675), Petrus (1643–1666), Elisabeth (1644–1705), och Johannes.